# Pet Cheetah
Pet Cheetah – utwór amerykańskiego zespołu muzycznego Twenty One Pilots, pochodzący z ich piątego albumu studyjnego oraz drugiego koncepcyjnego krążka o nazwie Trench.

## O utworze
Utwór jest utrzymany w koncepcji rocka, rapu i techno. Utwór trwa 3 minuty i 18 sekund napisany jest w tonacji g-moll w tempie 110 uderzeń na minutę.